# Dipartimento di Fresco
Il dipartimento di Fresco è un dipartimento della Costa d'Avorio. È situato nella regione di Gbôklé, distretto di Bas-Sassandra.
Nel censimento del 2014 è stata rilevata una popolazione di 101.298 abitanti. 
Il dipartimento è suddiviso nelle sottoprefetture di Dahiri,  Fresco e Gbagbam.